# Christian-Jaque
Christian Albert François Maudet, zis Christian-Jaque (n. 4 septembrie 1904, Paris, Franța – d. 8 iulie 1994, Boulogne-Billancourt, Franța) a fost un regizor și scenarist francez.

## Biografie
Fiul lui Édouard Maudet, director de turnătorie, și al Joséphinei Beaumer, tânărul Christian și-a continuat studiile la Collège Rollin din Paris. După bacalaureat, a studiat arhitectura la École nationale supérieure des beaux-arts și laÉcole nationale supérieure des arts décoratifs din Paris.
În 1924, a desenat afișe de film pentru o companie americană, First National Pictures, în colaborare cu Jacques Chabraison. Își semnează lucrarea cu prenumele: Christian-Ja(c)que(s). Christian-Jaque a păstrat acest pseudonim când a devenit jurnalist pentru revista Cinégraph, doi ani mai târziu, apoi decorator de cinema între 1927 și 1931.
Filmografia sa, de o longevitate excepțională, este impresionantă: din 1932 (Le Bidon d'or) până în 1977 (La Vie parisienne), a regizat șase scurtmetraje, trei schițe și cincizeci și nouă de lungmetraje pentru cinema (coproduce alte trei și lasă mai multe altele neterminate). Din 1968 până în 1985, a lucrat la aproximativ 60 de filme de televiziune.
Din 1938 începe seria filmelor sale de succes cu vedete de prim rang: Erich von Stroheim, Michel Simon, Viviane Romance, Jean Marais, Gérard Philipe, Fernandel, Albert Préjean, Mistinguett, Raymond Rouleau, François Périer, Harry Baur, Renée Faure, Bernard Blier, Jean-Louis Barrault, Renée Saint-Cyr, Jules Berry, Micheline Presle, Louis Jouvet, Edwige Feuillère, Daniel Gélin, Maria Casarès, Charles Boyer, Pierre Brasseur, Gina Lollobrigida, Sophia Loren, Danielle Darrieux, Martine Carol, Claudia Cardinale, Jean-Louis Trintignant, Michel Piccoli, Brigitte Bardot, Jacques Charrier, Francis Blanche, Robert Hossein, Marina Vlady, Virna Lisi, Bourvil, Annie Girardot, Alain Delon, Jean Yanne, etc.
Prima sa soție Christiane Delyne (1902–1966) a fost o actriță americană. Între 1940 și 1944, a locuit cu franceză Simone Renant (1911–2004). După aceea, a locuit cu o altă actriță franceză Renée Faure (1918–2005). Între 1954 și 1959, actrița franceză Martine Carol (1920–1967) a fost partenera lui de viață. Din 1961, s-a căsătorit cu Laurence Christol. Între 1992 și 1994, a locuit cu Denise Morlot.

## Filmografie selectivă
Regie
- 1932 Bidonul de aur (Le Bidon d'or)
- 1933 Tendonul lui Ahile (Le Tendron d'Achille, scurt metraj)
- 1934 Compartiment pentru doamnele neînsoțite (Compartiment de dames seules)
- 1936 Josette
- 1937 François I-ul (François I-er)
- 1937 Perlele coroanei (Les Perles de la couronne) - în colaborare cu Sacha Guitry
- 1938 Dispăruții din Saint-Agil (Les Disparus de Saint-Agil)
- 1941 Infernul îngerilor (L'Enfer des anges)
- 1941 Cine l-a ucis pe Moș Crăciun? (L'Assassinat du père Noël)
- 1942 Simfonia fantastică (La Symphonie fantastique)
- 1945 Carmen
- 1945 Mademoiselle Fifi (Boule de suif)
- 1945 Farmece (Sortilèges)
- 1948 Mănăstirea din Parma (La Chartreuse de Parme) + scenariu
- 1950 Amintiri pierdute (Souvenirs perdus) + scenariu
- 1951 Barbă Albastră (Barbe-Bleue)
- 1952 Fanfan la Tulipe  + scenariu
- 1952 Adorables Créatures  + scenariu
- 1953 Lucrèce Borgia  + scenariu
- 1954 Madame du Barry + scenariu
- 1955 Nana + scenariu
- 1956 Dacă toți tinerii din lume... (Si tous les gars du monde...) + scenariu
- 1957 Nathalie + scenariu
- 1958 Legea e lege (La Loi, c'est la loi) + scenariu
- 1959 Babette pleacă la război (Babette s'en va-t-en guerre)
- 1960 La Française et l'Amour, sketch-ul „le Divorce”
- 1961 Madame Sans-Gêne + scenariu
- 1962 Cauze drepte (Les Bonnes Causes) + scenariu
- 1964 Laleaua neagră (La Tulipe noire) + scenariu
- 1964 Gentlemanul din Cocody (Le Gentleman de Cocody) + scenariu
- 1965 Guerre secrète + scenariu
- 1966 Sfântul la pândă (Le Saint prend l'affût) + scenariu
- 1967 Două bilete pentru Mexico (Geheimnisse in goldenen Nylons)
- 1968 Lady Hamilton și iubirile ei (Les Amours de Lady Hamilton) + scenariu
- 1971 Petrolistele (Les Pétroleuses)
- 1975 Docteur Justice + scenariu
- 1977 La Vie parisienne

## Premii
- 1952 – Festivalul de la Cannes
  - Premiul pentru cel mai bun regizor lui Christian-Jaque pentru Fanfan la Tulipe

- 1956 – Festivalul de Film de la San Sebastián
  - Premiul Juriului pentru cel mai bun scenariu, al unui film străin lui Henri-Georges Clouzot și Christian-Jaque pentru Dacă toți tinerii din lume

- 1956 - Festivalul Internațional de Film de la Karlovy Vary
  - Globul de Cristal pentru filmul Dacă toți tinerii din lume[12]

- 1985 – Premiul César
  - Premiul César onorific